# Ляшево
Ля́шево (рос. Ляшево) — селище у складі Первомайського району Оренбурзької області, Росія.
Стара назва — Ляшев.

## Населення
Населення — 246 осіб (2010; 172 у 2002).
Національний склад (станом на 2002 рік):
- росіяни — 49 %
- казахи — 46 %